# シンガポールにおける死刑
シンガポールにおける死刑（シンガポールにおけるしけい）では、シンガポールにおいての死刑について解説する。
シンガポールは、現在でも死刑制度を維持している。

## 概要
1994年から1999年にかけての統計では人口百万あたり13.57回の死刑が執行されており、正確な統計がある国としては最も高い（世界最多はサウジアラビアか中国と言われているが正確な数値が不明）。
1990年から2003年まで400人に死刑を執行し国民1人当たりの死刑執行率が世界一高いという統計がアムネスティ・インターナショナルによって示された。
貿易を主産業とするシンガポールでは特に薬物取引、なかでも麻薬関連での外国人死刑囚の数が多く、シンガポール政府が発表したデータによると、1993年から2003年の間に処刑された人の36%が外国人であった。また、オーストラリアなど死刑廃止国の人間が死刑になると外交問題へ発展する事例がある。一時期（2012年と2013年）は死刑執行していなかったが、2014年に再開し、その多くが麻薬関連であった。
2020年と2021年は死刑執行がなかった。これは、訴訟を受けて死刑執行が保留になった背景があるが、COVID-19流行の影響に対する規制も原因の1つと言われている。その後、2022年4月27日に約2年5か月ぶりに執行されることとなった。執行された者の罪状はヘロイン43グラムの密輸であったが、知能指数が69であったため、知的障害あることを理由に裁判で減刑を求めたり、シンガポールの大統領に恩赦を求めたが叶わず、執行されることとなった。また、知的障害のある者を死刑判決及び執行したことに対して、物議を生じさせた。
その後、2023年7月26日に2018年にヘロイン30.72グラムを密輸した罪で約19年ぶりに女性（執行時年齢：45歳）の死刑執行が行われた。

## 歴史
次の死刑執行の表は、2001年1月にシンガポール内務省から提供された統計や2003年9月にフランス通信社に報告された政府の数値など、いくつかの情報源からアムネスティ・インターナショナルによって作成された物である。
{}は外国人死刑囚の数
| 年   | 殺人   | 麻薬関連 | 武器関連 | 合計 |
| ---- | ------ | -------- | -------- | ---- |
| 1991 | 19     | 7        | 0        | 26   |
| 1992 | 13     | 7        | 1        | 21   |
| 1993 | 10     | 2        | 0        | 12   |
| 1994 | 21     | 54       | 1        | 76   |
| 1995 | 20     | 52       | 1        | 73   |
| 1996 | 10 {7} | 40 {10}  | 0        | 50   |
| 1997 | {3}    | 11 {2}   | 5        | 15   |
| 1998 | 4 {1}  | 24 {5}   | 0        | 28   |
| 1999 | 8 {2}  | 35 {7}   | 0        | 43   |
| 2000 | 4 {2}  | 17 {5}   | 0        | 21   |
| 2000 | ?      | 23       | ?        | ?    |
| 2001 | ?      | 22       | ?        | ?    |
| 2002 | ?      | ?        | ?        | ?    |
| 2003 | ?      | ?        | ?        | 10   |
| 2004 | ?      | ?        | ?        | 8{2} |
| 2005 | ?      | ?        | ?        | 8{1} |
| 2006 | ?      | ?        | ?        | 8{2} |
| 2007 | 1      | 2        | 0        | 3{2} |
| 2008 | 4      | 2        | 0        | 6{3} |
| 2009 | 1      | 3        | 1        | 5{2} |
| 2010 | 0      | 0        | 0        | 0    |
| 2011 | 2?     | 2        | 0?       | 4    |
| 2012 | 0      | 0        | 0        | 0    |
| 2013 | 0      | 0        | 0        | 0    |
| 2014 | 0      | 2        | 0        | 2    |
| 2015 | 1      | 3        | 0        | 4    |
| 2016 | 2      | 2        | 0        | 4    |
| 2017 | 0      | 8        | 0        | 8    |
| 2018 | 2      | 11       | 0        | 13   |
| 2019 | 2      | 2        | 0        | 4    |
| 2020 | 0      | 0        | 0        | 0    |
| 2021 | 0      | 0        | 0        | 0    |
| 2022 | 0      | 11       | 0        | 11   |
| 2023 | 0      | 5        | 0        | 5    |
| 2024 | 1      | 8        | 0        | 9    |

## 死刑が適用される犯罪

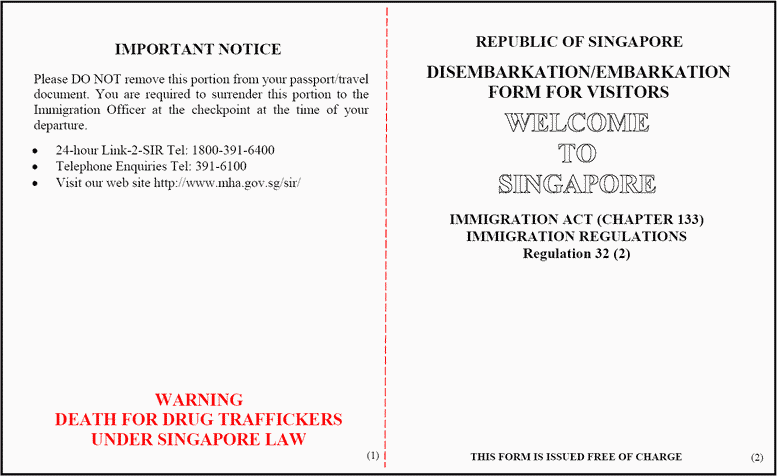
シンガポールの出入国カードには、麻薬密輸者は死刑に処されるとの警告がある（朱書部分）。

### 殺人
- 政府に対して戦争を起こす
- 大統領に対して反逆罪を起こす
- 暴動による殺人
- 海賊行為による殺人
- 無実の人間を死刑にする偽証
- 誘拐殺人
- 強盗殺人

### 麻薬関連
- 麻薬の密輸[26]
  - アヘン1200グラム以上
  - モルヒネ30グラム以上
  - ヘロイン15グラム以上
  - コカイン30グラム以上
  - 大麻500グラム
- 麻薬の製造

### 武器関連
- 火器を売買目的で所持

## 執行方法
- イギリス式絞首刑

## 死刑執行囚の数 (1991年 ~ 現在)
- 1991年 : 26人
- 1992年 : 21人
- 1993年 : 12人
- 1994年 : 76人
- 1995年 : 73人
- 1996年 : 50人
- 1997年 : 15人
- 1998年 : 28人
- 1999年 : 43人
- 2000年 : 21人?
- 2001年 : ?
- 2002年 : ?
- 2003年 : 10人
- 2004年 : 8人
- 2005年 : 8人
- 2006年 : 8人
- 2007年 : 3人
- 2008年 : 6人
- 2009年 : 5人
- 2010年 : 0人
- 2011年 : 4人
- 2012年 : 0人
- 2013年 : 0人
- 2014年 : 2人
- 2015年 : 4人
- 2016年 : 4人
- 2017年 : 8人
- 2018年 : 13人
- 2019年 : 4人
- 2020年 : 0人
- 2021年 : 0人
- 2022年 : 6人
- 2023年 : 50人?
- 2024年 : 40人+